# Hoplias curupira
Hoplias curupira es una especie de pez de agua dulce de la familia Erythrinidae, en el género Hoplias; las especies de este género son conocidas vulgarmente con el nombre de tarariras. Habitan en arroyos, y ríos tropicales en el norte de América del Sur, en Venezuela, Guyana, Surinam y en la Amazonia del Brasil. 

## Distribución
Esta especie habita en la cuenca del Amazonas, incluyendo los ríos Capim, Tocantins, Xingú, Tapajós, Trombetas y Negro, y en la cuenca del Orinoco cerca del río Casiquiare, así como también en ríos de la costa de Guyana y Surinam.

## Taxonomía
Hoplias curupira fue descrita originalmente en el año 2009 por los ictiólogos Osvaldo Takeshi Oyakawa y George Mendes Taliaferro Mattox.
La longitud máxima ronda los 30 cm.
Etimología
La etimología de su denominación científica Hoplias deriva del idioma griego donde hoplon es 'arma', en relación con sus poderosa dentición. Su apelativo específico curupira procede de «Curupira», el nombre de una criatura mítica del folklore brasileño que protege a la selva; posee forma de un pequeño niño amerindio, y se caracteriza por tener sus pies hacia atrás, por lo que es difícil de seguir sus huellas.